# Donald Rumsfeld
Donald Henry Rumsfeld (født 9. juli 1932 i Chicago, død 29. juni 2021 i Taos, New Mexico) var amerikansk forsvarsminister 2001-2006 under præsident George W. Bush. Han bestred samme post under præsident Gerald Ford fra 1975 til 1977.

## Baggrund
Donald Rumsfeld blev født i Chicago, Illinois, til George Donald Rumsfeld og Jeannette Husted. Hans oldefader Johann Heinrich Rumsfeld emigrerede fra Weyhe nær Bremen i Nordtyskland i 1876. Rumsfeld voksede op i Winnetka, Illinois.

## Nixon-administrationen
Rumsfeld trådte ud af Kongressen i 1969 — efter 4 perioder – for at arbejde for Nixon-administrationen som Leder for de forenede staters kontor for Økonomiske Muligheder (Engelsk: Director of the United States Office of Economic Opportunity), Assistent for Præsidenten, og medlem af Præsidentens Kabinet (1969–70); udnævnt til rådgiver for præsidenten i december 1970 , leder af Det Økonomiske Stabiliseringsprogram; og medlem af Præsidentens Kabinet (1971–72).
I 1971 blev Præsident Nixon optaget, mens han sagde om Rumsfeld: "i det mindste er Rummy en hård hund" (Engelsk: "at least Rummy is tough enough") og: "Han er en nådeløs lille bastard. Det kan du være sikker på" (Engelsk: "He's a ruthless little bastard. You can be sure of that.")" I februar 1973 forlod Rumsfeld Washington for at arbejde som amerikansk ambassadør til NATO i Bruxelles, Belgien. Han arbejdede som De Forenede Staters permanente repræsentant til NATO-rådet og i Forsvars-planlægningsudvalget samt i atom-planlægningsgruppen. (Engelsk: Nuclear Planning Group). I denne kapacitet repræsenterede han USA i vidtrækkende militære og diplomatiske emner.

## Senere karriere
I 1994 sad Rumsfeld i ABB's bestyrelse da USA (ledet af den daværende præsident Bill Clinton) og Nordkorea indgik en aftale om atomteknologi fra ABB, i overensstemmelse med internationale aftaler. Kontrakten blev indgået i 2000, og gav Nordkorea mulighed for at opføre to atomreaktorer i Kumho i den østlige del af landet mod at Nordkorea indstillede sit militære atomprogram. Handlen med Nordkorea udløste således kritik af Donald Rumsfelds rolle i leverancen. Nordkorea har udført flere atomprøvesprængninger.
Rumsfeld var kendt som en af de såkaldte høge i den amerikanske administration og var bl.a. en fortaler for krigen mod Irak i 2003.

## Fratrædelse
Hans loyalitet overfor præsident George W. Bush beskyttede ham i lang tid mod en stadigt voksende kritik af hans del af ansvaret for den mislykkede amerikanske krigsførelse i Irak. Så sent som i oktober 2006 udtrykte præsidenten sin støtte til Rumsfeld og hans indsats. Men efter midtvejsvalget 6. november 2006 – et valg hvor Irak-krigen var afgørende, og hvor Republikanerne mistede deres flertal i begge Kongressens kamre – trådte Rumsfeld af som forsvarsminister. Han blev på posten afløst af Robert Gates.